# O-Erra
O-Erra, també conegut com a OR, és un grup musical de Manacor nascut el 2016 que se centra en el gènere pop-rock.
El grup està format per Pau Franch (cantant i guitarra), Manel Esquinas (guitarra elèctrica), Albert Carrió (guitarra elèctrica), Feliu Palma (bateria), Juan Blas (baix) i Toni Ruiz (teclats i violí).

## Discografia

### Àlbums
| • Focs artificials (2023) |
| ------------------------- |
| (Blau)                    |

| • Imaginari (2021) |
| ------------------ |
| (Blau)             |

| • En veu baixa (2019) |
| --------------------- |
| (Blau/Discmedi)       |

| • Carretera i Manta (2018) |
| -------------------------- |
| (Blau/Discmedi)            |